# Harstigita
La harstigita és un mineral de la classe dels silicats. Rep el seu nom de la seva localitat tipus.

## Característiques
La harstigita és un sorosilicat de fórmula química Ca₆(Mn,Mg)Be₄Si₆(O,OH)24. Cristal·litza en el sistema ortoròmbic. La seva duresa a l'escala de Mohs és 5,5.
Segons la classificació de Nickel-Strunz, la harstigita pertany a «09.BF - Sorosilicats amb grups barrejats de SiO₄ i Si²O₇; cations en coordinació tetraèdrica [4] i major coordinació» juntament amb els següents minerals: samfowlerita, davreuxita i queitita.

## Formació i jaciments
Va ser descoberta l'any 1886 a la mina Harstigen, a Pajsberg, al districte de Persberg, a Filipstad (Värmland, Suècia), on es troba associada a altres minerals com la rhodonita, el granat i la calcita. Ha estat citada a Campània (Itàlia), però calen anàlisi més profunds que corroborin la troballa en aquest indret.